# Ipubi (ort)
Ipubi är en ort i Brasilien.   Den ligger i kommunen Ipubi och delstaten Pernambuco, i den östra delen av landet, 1 200 km nordost om huvudstaden Brasília. Ipubi ligger 543 meter över havet och antalet invånare är 16 424.
Terrängen runt Ipubi är platt åt sydost, men åt nordväst är den kuperad. Närmaste större samhälle är Trindade, 17,9 km sydväst om Ipubi.
Omgivningarna runt Ipubi är huvudsakligen savann. Runt Ipubi är det ganska glesbefolkat, med 25 invånare per kvadratkilometer.